# Delta Leporis
Delta Leporis (δ  Leporis, förkortat Delta Lep, δ  Lep) som är stjärnans Bayerbeteckning, är en ensam stjärna belägen i den mellersta delen av stjärnbilden Haren. Den har en skenbar magnitud på 3,85 och är synlig för blotta ögat där ljusföroreningar ej förekommer. Baserat på parallaxmätning inom Hipparcosuppdraget på ca 28,7 mas, beräknas den befinna sig på ett avstånd på ca 114 ljusår (ca 35 parsek) från solen.

## Egenskaper
Delta Leporis är en orange jättestjärna som Keenan och McNeil (1989) gav spektralklass K0 IIIb Fe-1.5 CH0.5, vilket anger att den är en jättestjärna som visar brist på järn och överskott av cyanogen i sin atmosfär. Grey et al. (2006) listade den som K1 IV Fe-0.5, vilket skulle ange en mindre utvecklad underjättestjärna. Den är en röd jättestjärna och kan generera energi genom fusion av helium i dess kärna. Den har en massa som är ca 95 procent av solens massa, en radie som är ca 10 gånger större än solens och utsänder från dess fotosfär ca 46 gånger mera energi än solen vid en effektiv temperatur på ca 4 660 K.